# Дружба (пансионат)
Пансиона́т «Дру́жба», или «Курпа́ты» — пансионат на 400 мест, расположенный в Курпатах в городском округе Ялта Республики Крым (согласно административно-территориальному делению Украины — в Ливадийском поссовете Ялтинского горсовета Автономной Республики Крым), построенный к 1985 году по проекту коллектива архитекторов института «Курортпроект» под руководством И. А. Василевского.

## История
В 1980 году руководителями профсоюзов СССР и Чехословакии было принято решение о совместном строительстве пансионата «Дружба» в Крыму для трудящихся двух стран. Под строительство пансионата был выделен сложный участок с 40-градусным уклоном между дорогой и уникальным Золотым пляжем. Место под строительство было с разломом земной коры и наличием оползня, а также характеризовалось сейсмичностью в 9 баллов. Авторским коллективом «Курортпроекта», архитекторы И. А. Василевский, Ю. Стефанчук, В. Дивнов, Л. Кеслер, инженеры Н. В. Канчели, Б. Гурьевич, Е. Владимиров, Е. Рузяков, Е. Ким, В. Мальц, В. Гансгорье, Е. Федоров, в 1978—1980 годах был разработан особый проект здания. Была предложена устойчивая конструкция на трёх башенных опорах, которые передавали нагрузку от здания скале.

## Архитектура
Основу здания представляет пятиэтажная кольцеобразная конструкция из монолитного железобетона диаметром 76 м, стоящая на трёх многогранных опорах диаметром 9 м каждая, соединённых распорками. В этой части находятся жилые номера, лоджии которых обращены на море и благодаря зубчатому плану блока изолированы друг от друга. На крышу жилого блока, где находится главный вход и открытая рекреационная площадка, ведёт горизонтальный переход от подъездной площадки и шоссе. Над спальным блоком поднят ресторанный, а снизу к трём главным опорам подвешена 25-метровая круглая чаша бассейна. Пространство в центре здания образует остеклённый атриум в виде кристалла, где на разных уровнях расположены помещения общественного назначения.

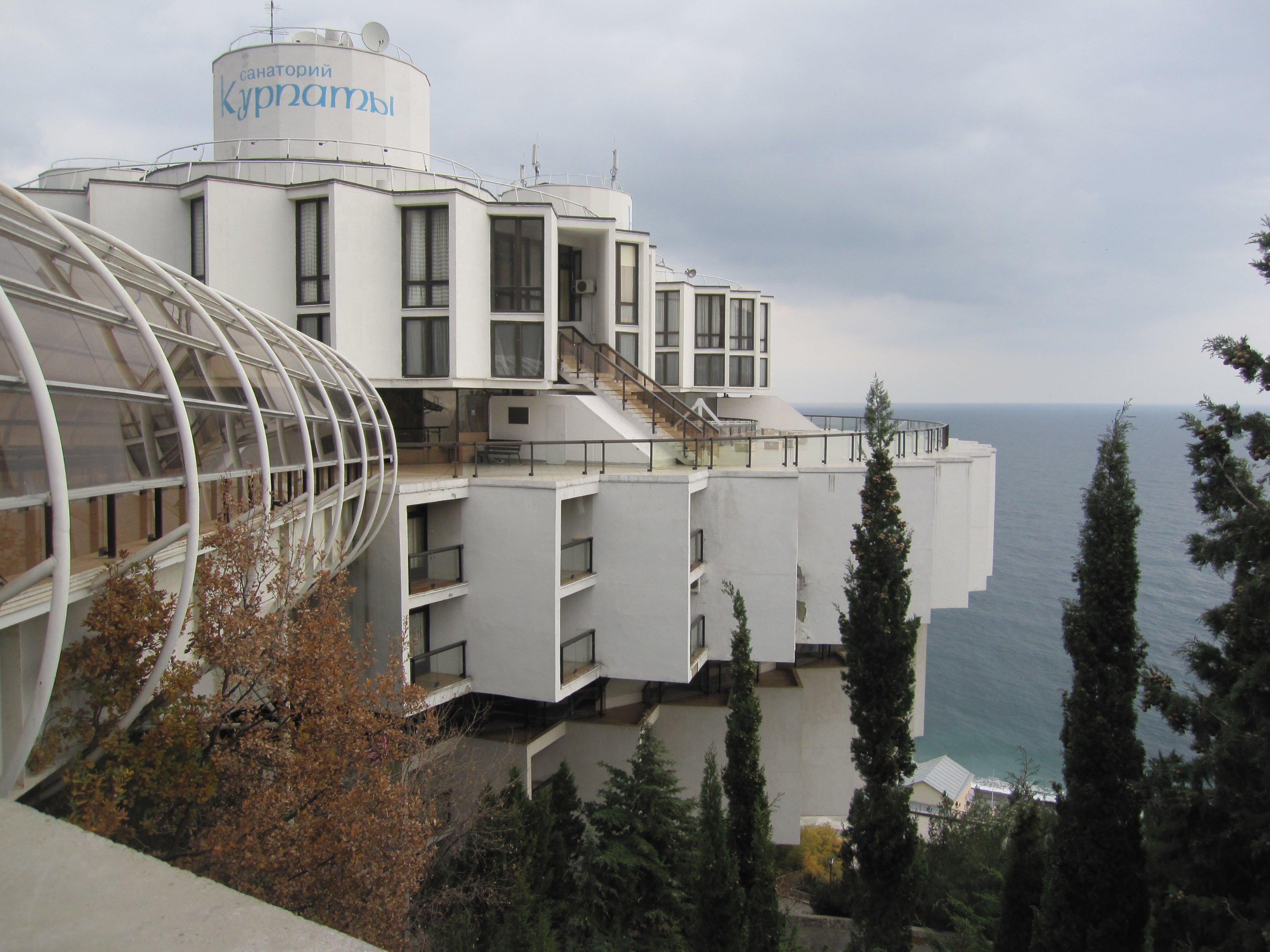
Вид здания с подъездной площадки

По центру атриума расположен светомузыкальный фонтан. С помощью частого витражного остекления вокруг фонтана создаётся иллюзия движущегося водного пространства. В ночное время отражение усиливается благодаря освещению трёх хрустальных люстр, превращая атриум в светящийся кристалл. На центральной террасе атриума расположена пластическая композиция «Пробуждение», выполненная в керамике (народный художник Р. М. Цузмер, архитектор Р. Тевосян).
Между номерами и атриумом находятся световые открытые дворы. Опоры огибает остеклённый коридор-галерея, который расширяется конусом верх по этажам. Там расположены кафе, бильярдная, тренажёрный зал. На крыше устроена видовая площадка с панорамным обзором на высоте 56 метров над уровнем моря. В опорах здания находятся три скоростных лифта, которые доставляют отдыхающих на жилые этажи и берег моря. Благодаря архитектурной особенности здания сохранились без изменения естественный рельеф склона и существующая растительность. Также впервые на всём объекте отопление и горячее водоснабжение было обеспечено за счёт использования тепловой энергии моря .

## Современное[уточнить]состояние
Из-за конструктивной особенности здание не подвергалось изменениям. Так как все элементы здания конструктивно включены в работу, его нельзя перестроить, но здание всё равно требует ремонта. Перекрыт вид на здание с нижних точек из-за застройки пляжной полосы частной застройкой.
Не работают тепловые насосы, которые были смонтированы для отопления, вентиляции и кондиционирования общественной части.
Установлены кондиционеры в спальных номерах. Лоджии загромождены коробками кондиционеров, хотя на момент проектирования было принято решение не делать кондиционирование, так как пансионат расположен близко к морю и должен был обеспечивать целебный сон у моря. Витражи были сделаны полностью открывающимися для морского бриза.
Архитектор «Дружбы» И. А. Василевский через 30 лет был приглашён Молодёжным архитектурным клубом. Он провёл семинар для молодых архитекторов, подробно рассказал об объекте и провёл экскурсию по своему маршруту.

## Охрана
С 20 декабря 2016 года объект с именованием «Пансионат „Дружба“ (архитекторы И. Василевский, Ю. Стефанчук)» был включён в Реестр культурного наследия народов России со статусом объект регионального значения.  Объект культурного наследия народов РФ регионального значения. Рег. № 911711012690005 (ЕГРОКН). Объект № 8231916000 (БД Викигида)